# Good Girl (canção de Alexis Jordan)
"Good Girl" é uma canção da cantora norte-americana Alexis Jordan, gravada para seu álbum de estreia Alexis Jordan (2011). A faixa foi lançada como segundo single do disco em 18 de fevereiro de 2011. Foi escrita e produzida por Sandy Vee, Mikkel S. Eriksen e Tor Erik Hermansen, tendo auxílio na composição de Autumn Rowe, Petr Brdičko, Espen Lind
e Amund Björklund.

## Faixas e formatos
| Download digital (Austrália) |                                      |         |  |
| N.º                          | Título                               | Duração |  |
| 1.                           | "Good Girl"                          | 3:56    |  |
| 2.                           | "Good Girl" (Freemason's Radio Edit) | 3:31    |  |
| 3.                           | "Good Girl" (Kim Fai Radio Edit)     | 3:55    |  |

| EP digital (Reino Unido e Irlanda) |                                      |         |  |
| N.º                                | Título                               | Duração |  |
| 1.                                 | "Good Girl"                          | 3:56    |  |
| 2.                                 | "Good Girl" (Freemason's Radio Edit) | 3:30    |  |
| 3.                                 | "Good Girl" (Kim Fai Radio Edit)     | 3:55    |  |
| 4.                                 | "Good Girl" (Freemason's Club Edit)  | 8:47    |  |
| 5.                                 | "Good Girl" (Kim Fai Club Edit)      | 6:52    |  |

## Desempenho nas paradas musicais
| Tabela musical (2011)                         | Melhor posição |
| --------------------------------------------- | -------------- |
| Austrália (ARIA)                              | 40             |
| Bélgica (Ultratip Bubbling Under de Flandres) | 9              |
| Bélgica (Ultratip Bubbling Under da Valônia)  | 46             |
| Eslováquia (Rádio Top 100)                    | 49             |
| Estados Unidos (Hot Dance Club Songs)         | 1              |
| Irlanda (IRMA)                                | 15             |
| Países Baixos (Dutch Top 40)                  | 25             |
| Polónia (Dance Top 50)                        | 42             |
| Escócia (Scottish Singles Chart)              | 3              |
| Reino Unido (UK Singles Chart)                | 6              |

| Tabela musical (2011)                 | Posição |
| ------------------------------------- | ------- |
| Estados Unidos (Hot Dance Club Songs) | 25      |

| País        | Provedor | Certificação |
| ----------- | -------- | ------------ |
| Reino Unido | BPI      | Prata        |

## Histórico de lançamento
| País        | Data                    | Formato          |
| ----------- | ----------------------- | ---------------- |
| Reino Unido | 18 de fevereiro de 2011 | Download digital |
| Irlanda     | 18 de fevereiro de 2011 | Download digital |
| Austrália   | 4 de março de 2011      | Download digital |